# Trilepida jani
Espèce
Synonymes
- Tricheilostoma jani Pinto & Fernandes, 2012

Trilepida jani est une espèce de serpents de la famille des Leptotyphlopidae.

## Répartition
Cette espèce est endémique du Minas Gerais au Brésil.

## Étymologie
Cette espèce est nommée en l'honneur de Giorgio Jan.

## Publication originale
- Pinto & Fernandes, 2012 : A New Blind Snake Species of the Genus Tricheilostoma from Espinhaço Range, Brazil and Taxonomic Status of Rena dimidiata (Jan, 1861) (Serpentes: Epictinae: Leptotyphlopidae).  Copeia, vol. 2012, no 1, p. 37-48.